# 殺虎口監督
殺虎口監督，為清朝管理山西殺虎口關稅務的職官，額設監督1人。為滿洲缺，皆於在京各衙門司員（郎中、員外郎、主事）內揀選保送，經戶部帶領引見後派充。